# جونا لومو

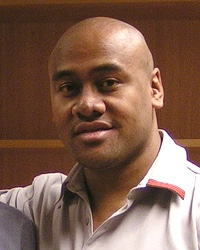
جونا لومو

جونا لومو (بالإنجليزية: Jonah Lomu)‏ (12 مايو 1975 - 18 نوفمبر 2015) لاعب نيوزيلاندي سابق في رياضة اتحاد الرغبي، وهو من أصل تونجي ويعتبر أسطورة رياضة الركبي. كان أصغر لاعبي منتخب أول بلاكس عندما ظهر لأول مرة في عام 1994 في سن ال 19 و 45 يوما وصف بأنه أول نجم عالمي حقيقي لاتحاد الركبي. توفي في يوم الأربعاء 18 نوفمبر 2015 عن عمر يناهز 40 عاما بعد معاناة مع مرض نادر في الكلى.

## روابط خارجية
- جونا لومو عل موقع إسبنسكروم (الإنجليزية)
- جونا لومو على موقع ItsRugby.co.uk (الإنجليزية)
- جونا لومو على موقع اللجنة الأولمبية النيوزيلندية (الإنجليزية)
- جونا لومو على موقع اتحاد ألعاب الكومنولث (مؤرشف) (الإنجليزية)
- جونا لومو على موقع قاعة نيوزيلندا للمشاهير الرياضية (الإنجليزية)

- الموقع الرسمي
- الملف الشخصي على إي إس بي إن